# Montagnes de Transtrand
Les montagnes de Transtrand (Transtrandsfjällen) sont le massif montagneux le plus au sud de la Suède, situées à l'ouest de Transtrand, dans la commune de Malung-Sälen. Le point culminant du massif est Granfjället, d'une altitude de 948 m. Tout comme son voisin Fulufjället, le massif est principalement constitué de grès.
Le massif est très touristique du fait de sa position septentrionale, et est équipé de plusieurs infrastructures pour la pratique du ski. Le domaine skiable de Sälen, situé précisément dans ces montagnes, constitue la quatrième plus grande attraction touristique de Suède, avec 2 074 000 visiteurs (plus précisément journées de ski) durant la saison 2008/2009. On peut aussi pratiquer la randonnée dans les montagnes, avec en particulier le sentier Södra Kungsleden.

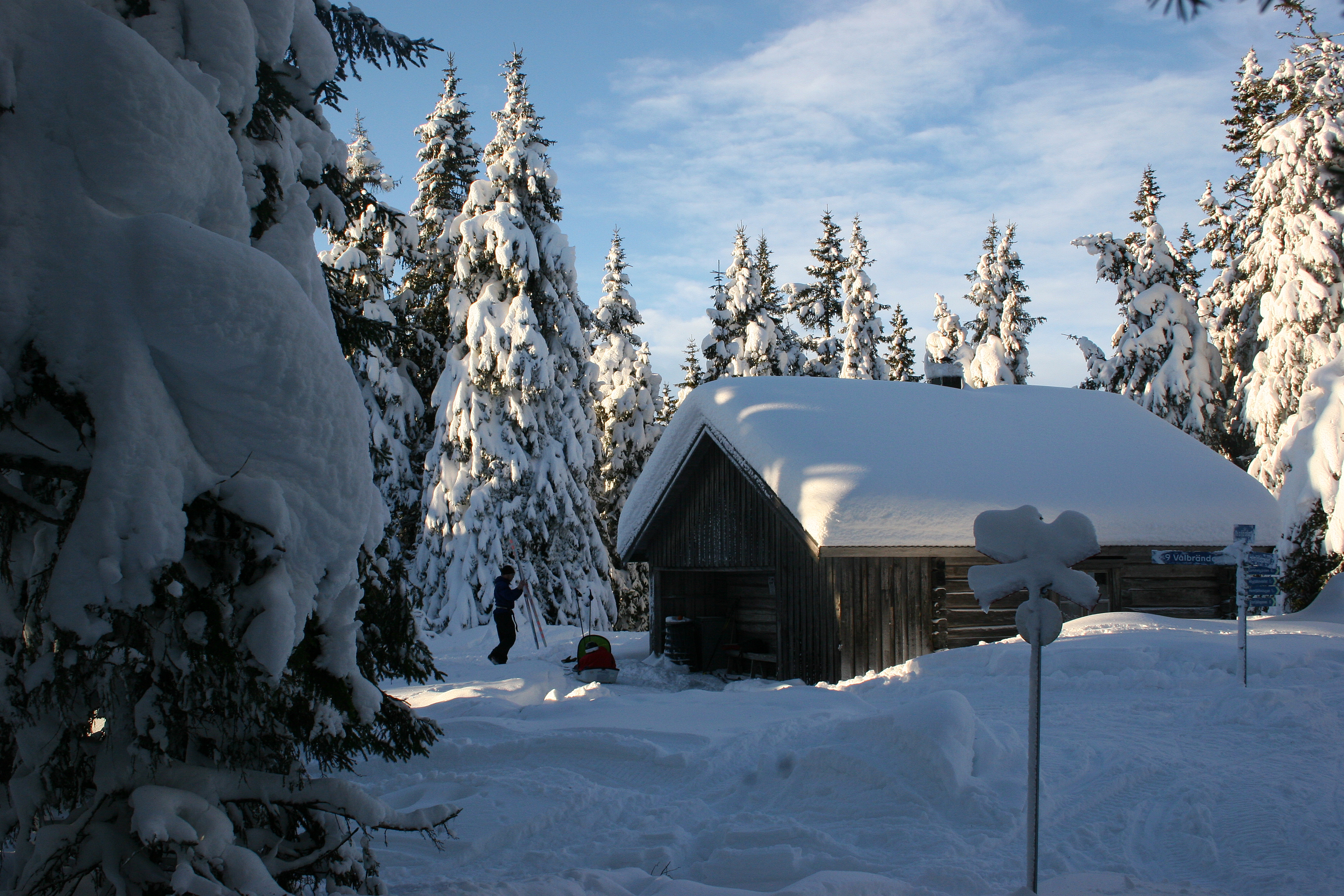
Mellanfjällstugan dans les Transtrandsfjällen